# Françoise in Italian
Albums de Françoise Hardy
Träume
(1970) Françoise
(1970)
Françoise in Italian est une compilation de chansons chantées en italien par Françoise Hardy. Cette publication est parue exclusivement en Afrique du Sud, en 1970.

## Françoise Hardy enAfrique du Sud
Les six premiers albums de Françoise Hardy ont été distribués en Afrique du Sud par les Disques Vogue de 1965 à 1968.

Devant l’appréciable succès rencontré par les albums dans ce pays, un South african tour de trois semaines fut décidé. Il se déroula du 26 février au 16 mars 1968. Les étapes marquantes furent Pretoria, Johannesburg, Durban… et Le Cap, ville où elle eut l’occasion de rencontrer le professeur Christiaan Barnard.

Fin 1969, Françoise Hardy rompt avec la maison Vogue et se tourne vers d’autres sociétés pour assurer la distribution de ses enregistrements en France et à l’étranger. En ce qui concerne l’Afrique du Sud, un contrat de trois ans est signé avec la firme World Record Co. Sont alors distribués quatre albums produits par « Asparagus », la société qu’elle a créée en novembre 1967.

Après avoir fondé une nouvelle société de production, baptisée « Hypopotam », en 1970, la chanteuse donne son aval pour que paraisse dans ce pays une série de trois compilations :
- Françoise in French[6],
- Françoise in German[7],
- Françoise in Italian, sujet de cet article.

## Mise en perspective de la compilationFrançoise in Italian
Après avoir honoré ses derniers tours de chants prévus en 1968, Lionel Roc, le manager de Françoise Hardy, décide de faire une pause dans les tournées pour que la chanteuse se consacre à l’enregistrement de chansons qui seront destinées aux marchés étrangers.

Pour l’Italie, un contrat est signé avec la Compagnia Generale del Disco (CGD), en octobre 68. Sont alors édités cinq singles :
- 1968 : SP, Prod. Asparagus/CGD (N 9697).

1. Io conosco la vita (La Fin de l'été)
2. La bilancia dell'amore (Tiny Godess/Je ne sais pas ce que je veux)

- 1968 : SP, Prod. Asparagus/CGD (N 9711).

1. Il pretesto (It Hurts To Say Goodbye/Comment te dire adieu)
2. Se e ma (Avec des si)

- 1969 : SP, Prod. Asparagus/CGD (N 9748).

1. Stivali di vernice blu (Des bottes rouges de Russie)
2. L'ora blu (L'Heure bleue)

- 1970 : SP, Prod. Hypopotam/CGD (N 9783).

1. Lungo il mare
2. Il mare, le stelle, il vento (La Mer, les étoiles et le vent)

- 1970 : SP, Prod. Hypopotam/CGD (N 9821)[11].

1. Sole ti amo (Sunshine/Soleil)[12]
2. Il granchio (Le Crabe)[13]

En parallèle à ces enregistrements, Françoise Hardy saisi l’opportunité que lui offre la pause voulue par son manager, pour manifester sa volonté de ne plus faire de scène. Sa décision prise, ses prestations se réduisent à ne paraître que sur les plateaux de télévision – chantant le plus souvent en playback. En conséquence, l’artiste ne tardera pas à accuser une baisse de popularité en Italie où ses apparitions télévisées seront de plus en plus espacées.

De toutes les chansons italiennes parues chez CGD, seule La bilancia dell'amore, a été un succès. Résultat : aucun album rassemblant les dix titres enregistrés ne sera envisagé.
La compilation Françoise in Italian, quant à elle, rassemble les chansons des quatre premiers singles CGD plus C'e la fortuna (Où va la chance ?) et Il male d'amore (À quoi ça sert ?). Le 33 tours est distribué sous le label World Record Co.
Lorsque le contrat avec cette maison de distribution prendra fin, un nouveau contrat de trois ans sera signé avec le label MvN. Quatre albums correspondants à ses 11e, 12e et 13e albums français seront édités. Ce seront les derniers qui paraîtront en Afrique du Sud.

## Édition originale
Afrique du Sud, 1970 : microsillon 33 tours/30cm., Françoise in Italian, Productions Hypopotam/World Record Co. (ORC 6072), stéréo.
Pochette : photographie réalisée par Benjamin Auger.

### Liste des chansons
Les 10 chansons qui composent le disque ont été enregistrées en stéréophonie.
| Face A | Face A                                                        | Face A             | Face A                                          | Face A | Face A | Face A | Face A | Face A | Face A |
| No     | Titre                                                         | Paroles            | Musique                                         | Durée  |        |        |        |        |        |
| ------ | ------------------------------------------------------------- | ------------------ | ----------------------------------------------- | ------ | ------ | ------ | ------ | ------ | ------ |
| 1.     | La bilancia dell'amore (Tiny Godess)                          | Vito Pallavicini   | Patrick Campbell-Lyons (en) et Alex Spyropoulos | 3' 10  |        |        |        |        |        |
| 2.     | Il male d'amore (À quoi ça sert ?)                            | Herbert Pagani     | Françoise Hardy                                 | 3' 27  |        |        |        |        |        |
| 3.     | Io conosco la vita (À la fin de l’été)                        | Alberto Testa (it) | Gérard Bourgeois                                | 2' 37  |        |        |        |        |        |
| 4.     | Stivali di vernice blu (Des bottes rouges de Russie)          | Herbert Pagani     | André Popp                                      | 2' 45  |        |        |        |        |        |
| 5.     | C'e la fortuna (There but for fortune)                        | Herbert Pagani     | Phil Ochs                                       | 3' 10  |        |        |        |        |        |
| 6.     | Il mare, le stelle, il vento (La Mer, les étoiles et le vent) | Annarita           | Françoise Hardy                                 | 1' 50  |        |        |        |        |        |
| 17' 00 |                                                               |                    |                                                 |        |        |        |        |        |        |

| Face B | Face B                                | Face B                            | Face B                               | Face B | Face B | Face B | Face B | Face B | Face B |
| No     | Titre                                 | Paroles                           | Musique                              | Durée  |        |        |        |        |        |
| ------ | ------------------------------------- | --------------------------------- | ------------------------------------ | ------ | ------ | ------ | ------ | ------ | ------ |
| 1.     | L'ora blu (L'Heure bleue)             | Herbert Pagani                    | Françoise Hardy                      | 1' 45  |        |        |        |        |        |
| 2.     | Se e ma (Avec des si)                 | Herbert Pagani                    | Françoise Hardy                      | 3' 07  |        |        |        |        |        |
| 3.     | Il pretesto (It Hurts To Say Goodbye) | Claudio Daiano (it)               | Arnold Goland, arr. Serge Gainsbourg | 2' 23  |        |        |        |        |        |
| 4.     | Lungo il mare                         | Luigi Albertelli (it) et Renzetti | Torrebruno (it)                      | 2' 16  |        |        |        |        |        |
| 9' 50  |                                       |                                   |                                      |        |        |        |        |        |        |

## Chanson choisie pour le cinéma

### La bilancia dell'amore
- Italie, 2004 : Se devo essere sincera (it), réalisé par Davide Ferrario.